# فينجروفو (نوفوسيبيرسك)
فينجروفو (بالروسية: Венгерово) هي مدينة في مقاطعة نوفوسيبيرسك أوبلاست جنوب سيبيريا في روسيا.
يبلغ عدد سكانها حوالي 7006 نسمة سنة 2006 أما بالنسبة لتعداد عام 2010 فعدد السكان 10٬265 نسمة .
ولد في نفس المدينة الكاتب الديموقراطي الروسي اليشا غريغوري (1821-1891)

## أعلام
- إليشا غريغوري